# Catarina Henriqueta của Bồ Đào Nha
Catarina Henriqueta của Bồ Đào Nha, hay Catarina Henriqueta của Bragança (Tiếng Bồ Đào Nha: Catarina Henriqueta de Portugal, Catarina Henriqueta de Bragança; sinh ngày 25 tháng 11 năm 1638 – mất ngày 31 tháng 12 năm 1705), hay Catherine trong tiếng Anh, là Vương hậu của Anh, Scotland và Ireland từ năm 1662 đến năm 1685 và là vợ của Vua Charles II. Bà là con gái của João IV, vị vua đầu tiên của gia tộc Bragança năm 1640 sau khi lật đổ 60 năm cai trị của nhà Habsburgs Tây Ban Nha với Bồ Đào Nha và khôi phục lại ngai vàng của Bồ Đào Nha vốn dĩ đã có từ năm 1143. Catarina từng là nhiếp chính của Bồ Đào Nha trong thời em trai bà vắng mặt năm 1701 và từ năm 1704 đến năm 1705 sau khi bà trở về quê hương với tư cách là một góa phụ.
Do sự tận tâm của mình đối với đức tin Công giáo mà bà đã được dạy từ nhỏ, Catarina không được ủng hộ ở Anh quốc. Bà là đối tượng đặc biệt bị những người tạo ra âm mưu của Giáo Hoàng tấn công. Năm 1678 vụ ám sát Edmund Berry Godfrey bị gán cho các người hầu của bà và Titus Oates cáo buộc bà có ý định đầu độc nhà vua. Sự vô lý của những lời buộc tội này nhanh chóng được làm sáng tỏ bằng một cuộc thẩm vấn, tuy nhiên nó vẫn đặt vương hậu vào tình thế nguy hiểm trong một khoảng thời gian. Vào 28 tháng 11 Oates kết tội mưu phản cho bà và Hạ Viện Anh quốc thông qua quyết định trục xuất bà những người Công giáo ra khỏi Cung điện Whitehall. Một số lời khai cũng chống lại bà và vào tháng 6 năm 1679, đã có quyết định bà phải ra hầu tòa nhưng nó đã bị thu hồi nhờ vào sự can thiệp của nhà vua, sau này bà rất biết ơn ông về việc đó.
Bà không sinh ra được một người thừa kế nào cho nhà vua và đã từng bị sẩy thai ba lần. Chồng bà có rất nhiều nhân tình, đáng chú ý nhất là Barbara Villiers. Catarina từng bị ép phải chấp nhận Barbara Villiers làm người hầu phòng cho mình. Charles thừa nhận mình có rất nhiều đứa con ngoài giá thú với các nhân tình.
Catarina được ghi nhận là người đã truyền bá văn hóa thưởng trà cho người Anh và sau đó cũng phổ biến trong giới quý tộc Bồ Đào Nha

## Thời niên thiếu và xuất thân

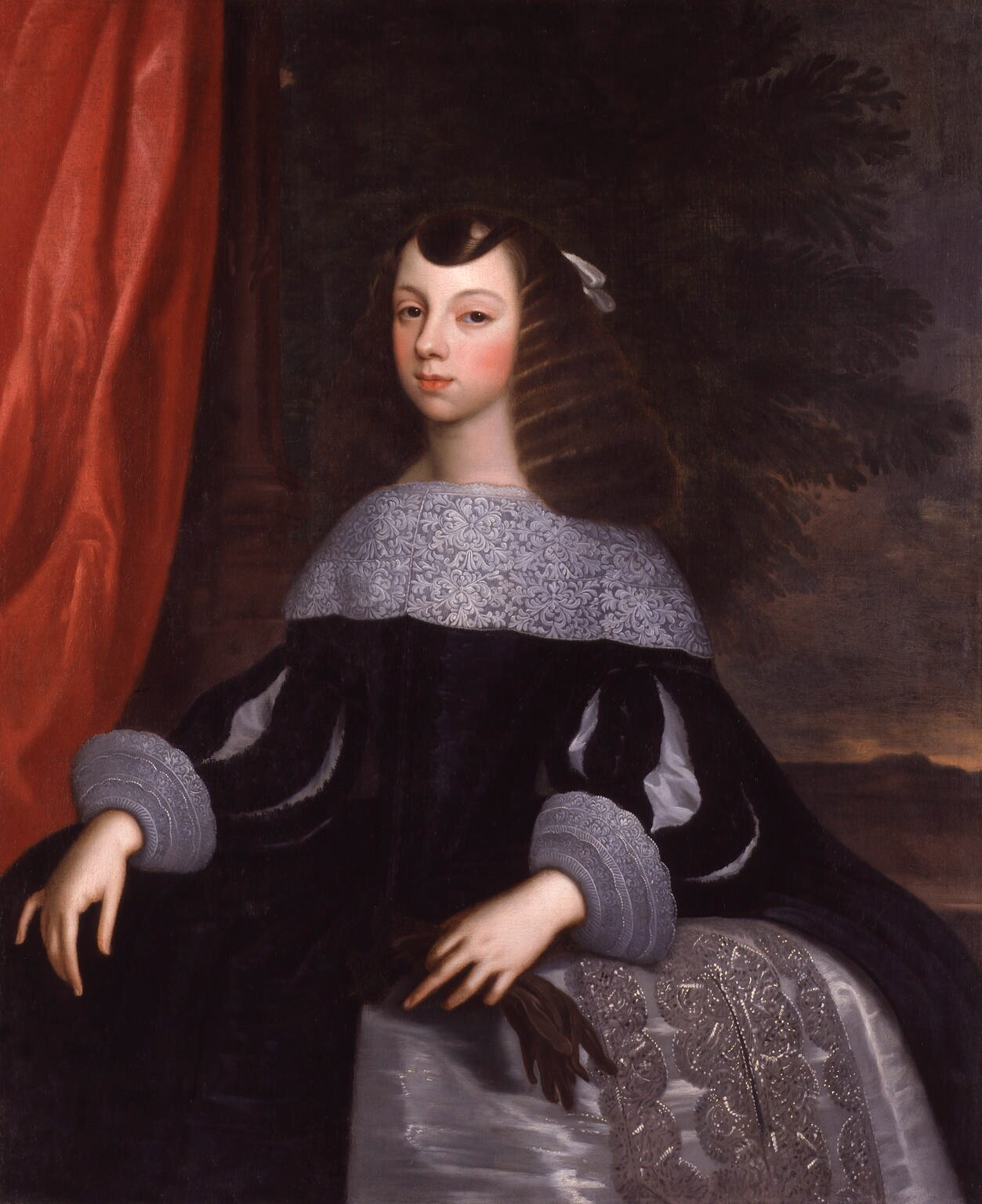
Vương nữ Catarina của Bồ Đào Nha do Dirk Stoop vẽ năm 1660–1661

Catarina sinh ra ở Cung điện Vila Viçosa, là người con gái thứ hai còn sống của João, Công tước thứ 8 xứ Bragança với vợ mình - Luisa de Guzmán. Sau Chiến tranh Phục vị Bồ Đào Nha, cha bà được tôn làm quốc vương João IV của Bồ Đào Nha vào ngày 01 tháng 12 năm 1640. Với vai trò mới của mình, cha bà trở thành một trong những vị vua quan trọng nhất châu Âu, Bồ Đào Nha sau đó sở hữu một đế quốc thuộc địa rộng khắp, Catarina trở thành đối tượng kết hôn hàng đầu cho các hoàng gia châu Âu và bà được Juan José de Austria, Phó vương Aragon, François de Vendôme, Công tước xứ Beaufort, vua Louis XIV của Pháp và Charles II của Anh hỏi cưới. Lựa chọn cuối cùng được đưa ra là dựa vào việc triều đình Bồ Đào Nha xem bà như một cầu nối hữu dụng cho sự thiết lập liên minh giữa nước họ với Anh quốc, sau Hiệp ước Pyrenees được ký vào năm 1659, Bồ Đào Nha bị đồng minh Pháp bỏ rơi. Bất chấp cuộc chiến tranh không ngừng giữa đất nước mình với Tây Ban Nha,  Catarina vẫn có được một tuổi thơ hạnh phúc và mãn nguyện ở quê hương Lisboa thân yêu của mình.
Thường được coi là người nắm quyền đằng sau ngai vàng, Vương hậu Luisa còn là một người mẹ tận tụy, quan tâm tích cực đến việc nuôi dạy con cái và đích thân giám sát việc học của con gái. Catarina được cho là đã dành phần lớn tuổi trẻ của mình trong một nữ tu viện gần cung điện hoàng gia, nơi bà vẫn nằm dưới đôi mắt bảo vệ của mẹ mình. Dường như đây là một sự giáo dục bảo bọc, một người đương thời từng nhận xét rằng Catarina "được nuôi dạy một cách rất đỗi xa lánh với mọi người" và "hiếm khi ra khỏi cung điện quá mười lần trong đời". Chị gái của Catarina (Joana – Thân vương xứ Beira) qua đời năm 1653 và do đó Catarina trở thành người con lớn nhất còn sống của cha mẹ mình. Chồng bà do Luisa (nhiếp chính vương quốc sau khi chồng mình qua đời năm 1656) lựa chọn.

## Hôn nhân
Những sự thương lượng về cuộc hôn nhân đã đầu bắt đầu từ thời trị vì của Vua Charles I và ngay lập tức được nhắc lại sau Chiến tranh Phục vị Bồ Đào Nha. Ngày 23 tháng 06 năm 1661, bất chấp sự phản đối của Tây Ban Nha, thỏa thuận kết hôn vẫn được ký. Anh quốc chiếm được Tangier (Bắc Phi) và Bảy hòn đảo của Bombay (Ấn Độ), được hưởng các đặc quyền thương mại ở Brazil và Đông Ấn,được tự do tôn giáo và mua bán ở Bồ Đào Nha và nhận 2 triệu curon tiền hồi môn của công chúa Catarina (khoảng £300,000). Đổi lại Bồ Đào Nha nhận được sự hỗ trợ của quân đội và hải quân Anh, điều này được chứng minh là một yếu tố quyết định trong trận chiến chống lại Tây Ban Nha và quyền tự do tôn giáo dành cho Catarina. Bà đến Portsmouth vào tối ngày 13-14 tháng 05 năm 1662 nhưng Charles không đến thăm bà cho mãi đến ngày 20 tháng 05. Ngày hôm sau, cặp đôi kết hôn tại Portsmouth trong hai buổi lễ - một buổi lễ theo đạo Công giáo được tiến hành bí mật, sau đó là một buổi lễ công khai của Anh giáo.

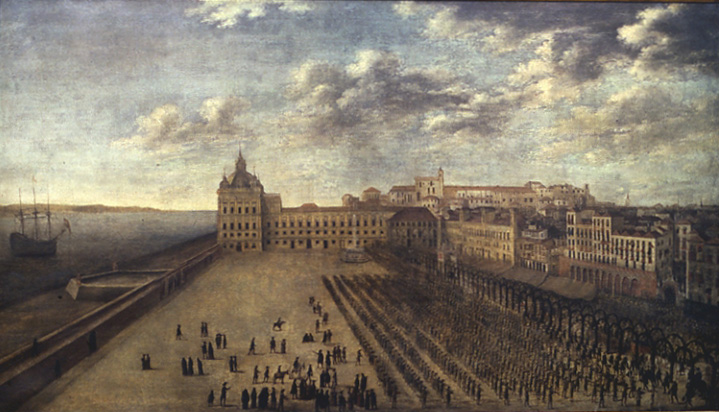
Catarina xứ Bragança rời khỏi Lisboa từ Cung điện Ribeira ngày 23 tháng 4 năm 1662

Vào ngày 30 tháng 09 năm 1662, đôi vợ chồng mới cưới theo một đoàn diễu hành lớn tiến vào London, trong đó bao gồm đoàn đại biểu Bồ Đào Nha và nhiều quan viên trong triều. Ngoài ra còn có những người hát rong và nhạc sĩ, trong số họ có mười người chơi kèn cổ và mười hai người chơi kèn túi Bồ Đào Nha, đều là những nhạc cụ yêu thích của tân vương hậu. Đoàn diễu hành tiếp tục ngang qua một cây cầu lớn (được đặc biệt thiết kế và xây dựng cho dịp này) dẫn tới cung điện nơi mà Thái hậu Henrietta Maria đang chờ đợi cùng với các triều thần và quý tộc Anh quốc. Tiếp theo sau đó là tiệc chiêu đãi và các màn bắn pháo hoa.

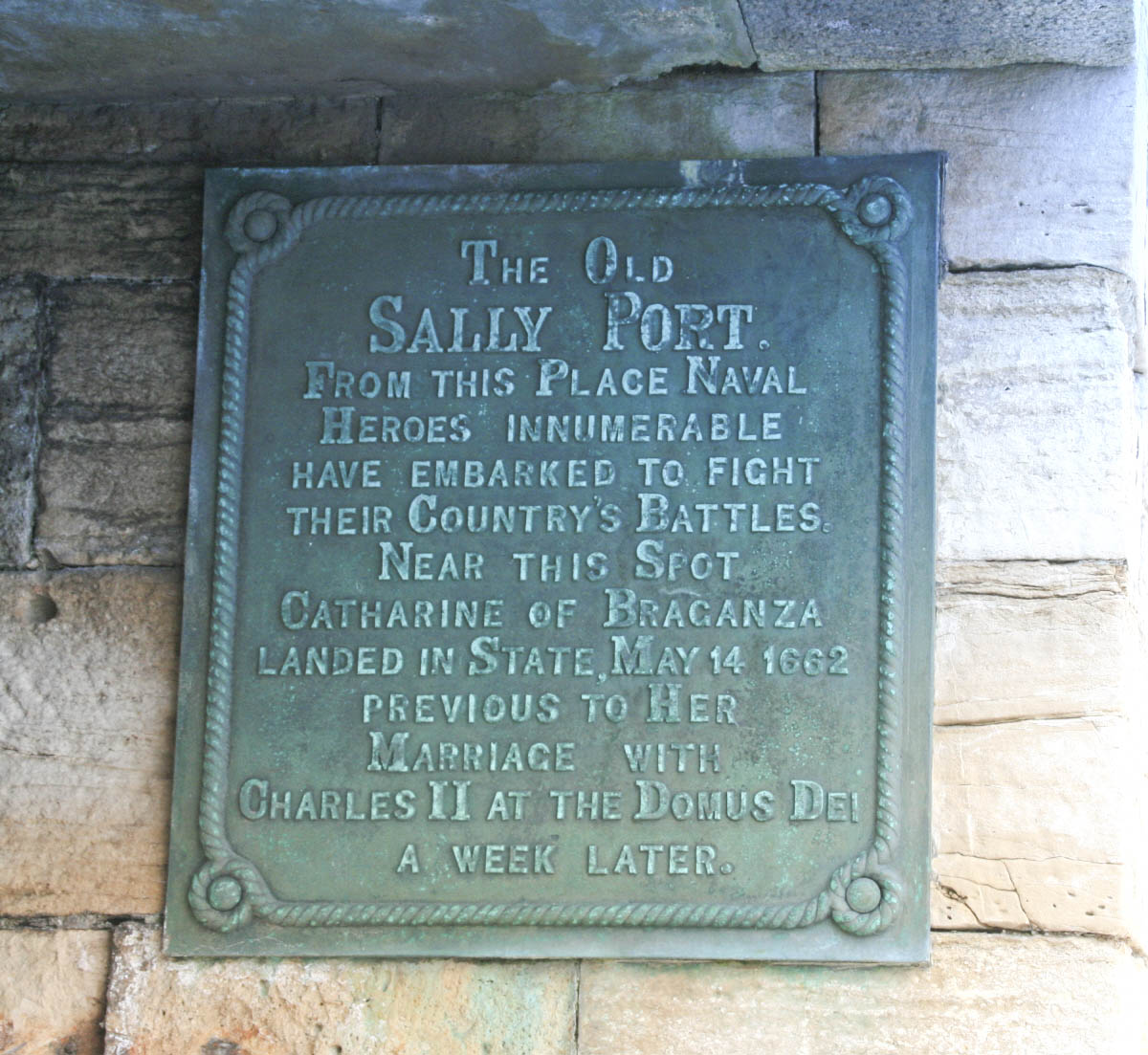
Một tấm bảng tại Cảng Sally trong các bức tường Garrison ở Portsmouth để tưởng nhớ lần đặt chân đầu tiên của Catarina trên đất Anh.

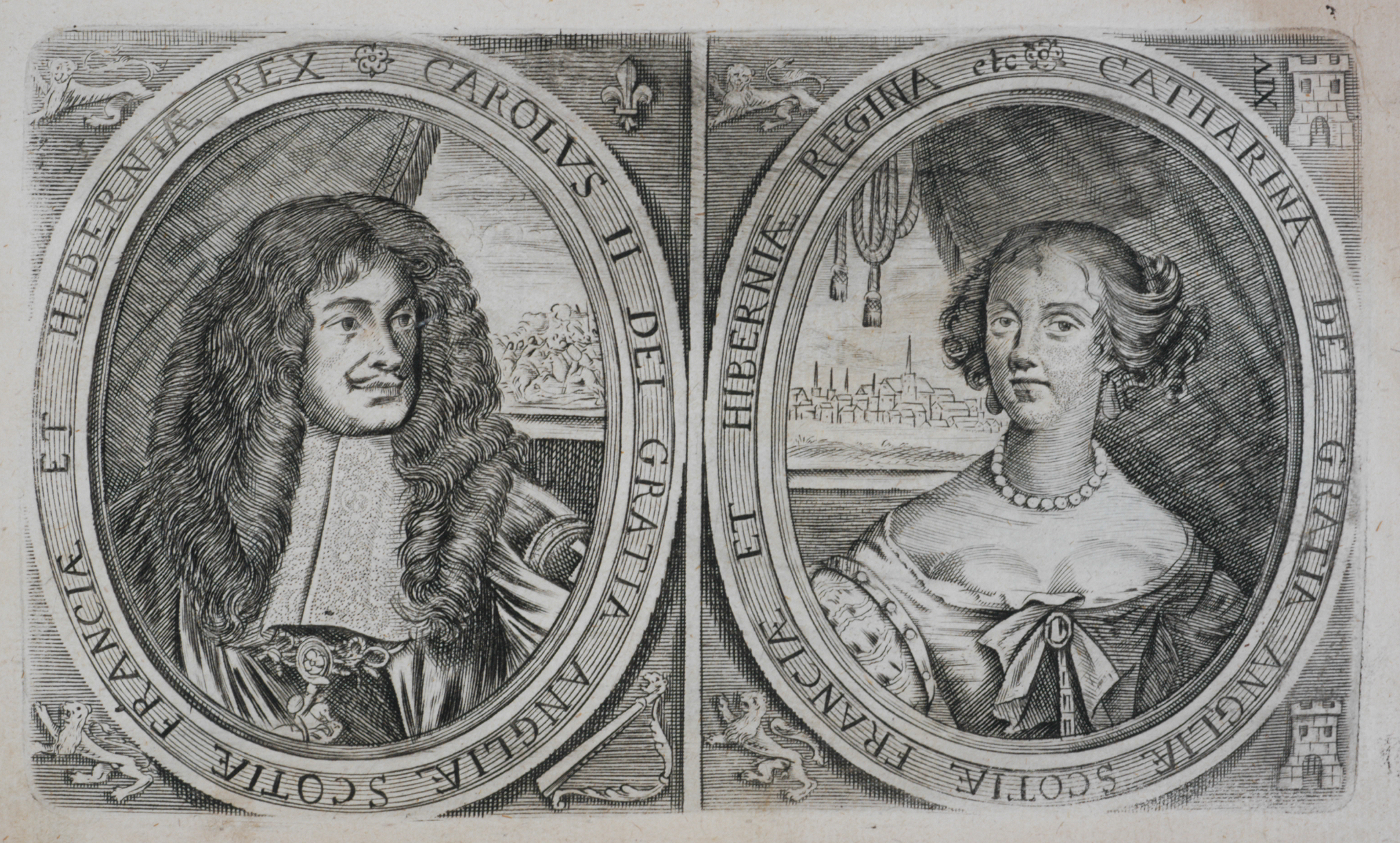
Rex Carolus II và Regina Catharina, Dei Gratia Angliæ Scotiæ Franciæ et Hiberniæ

Catarina có một vài đức tính tốt nhưng lớn lên trong một nhà tu kín, sống tách biệt với thế giới bên ngoài và không phải là người vợ do đích thân Charles lựa chọn. Mẹ chồng bà là Thái hậu Henrietta Maria rất hài lòng về Catarina và Henrietta từng viết rằng bà là "người tốt nhất trên đời này, người dành cho ta nhiều tình cảm, ta rất vui khi thấy Nhà vua vô cùng yêu thương nàng. Nàng là một vị thánh!". Trên thực tế, sức quyến rũ của Catarina không đủ mạnh để ngăn Charles tránh xa các cô nhân tình của mình và một vài tuần sau khi bà đến bà nhận thức được thân phận đau khổ và nhục nhã của mình khi là vợ của một vị vua hào hoa.
Ít ai biết được suy nghĩ của riêng Catarina về cuộc hôn nhân này. Trong khi mẹ bà mưu tính củng cố liên minh với Anh quốc nên rất ủng hộ cuộc đấu tranh giành độc lập của Bồ Đào Nha và người chồng tương lai đang ăn mừng sự phục hồi vương vị của mình bằng việc ve vãn các cô nhân tình thì Catarina lại dành thời gian cho lối sống tách biệt ảm đạm ở tu viện, rất ít có cơ hội để chơi đùa hay lo các chuyện tầm phào. Ngay cả ở bên ngoài tu viện hành động của bà cũng bị chi phối bởi các lễ nghi nghiêm ngặt của triều đình Bồ Đào Nha.Theo đánh giá chung, Catarina lớn lên trở thành một thiếu nữ tính tình trầm lắng, điềm đạm.
Vào thời điểm kết hôn, bà đã hai mươi ba tuổi, điều khiến không ít người chỉ trích và từ lâu đã bà đã cam chịu việc mình sẽ phải trở thành một con cờ trong cuộc hôn nhân chính trị giữa hai nước. Bằng thái độ mãn nguyện và bình thản, phản ứng của Catarina khi nghe thông báo về lễ cưới sắp đến của mình là xin phép được hành hương đến ngôi đền mình yêu thích ở Lisboa. Trao trọn trái tim mình cho Bồ Đào Nha thân yêu, lúc bà lên tàu đi đến Anh quốc, sự đau buồn khi phải rời xa quê hương, xa gia đình chắc chắn đã được giảm bớt vì biết rằng cuộc hôn nhân của mình đã được ca ngợi là "tin vui nhất từng đến với người dân Bồ Đào Nha".
Catarina mang thai và sẩy thai ít nhất ba lần và trong một trận ốm nặng vào năm 1663 bà còn tưởng mình đã sinh con. Charles an ủi bà bằng cách nói bà thực sự đã được hai người con trai và một người con gái.Với cương vị là vương hậu thì đây là một trở ngại đối với và dù cho Charles tiếp tục có con với các nhân tình của mình, ông vẫn khẳng định rằng bà sẽ được đối xử tôn trọng và sẽ đứng về phía bà chống lại các tình nhân của mình khi ông cảm thấy bà không nhận được sự tôn trọng mà bà đáng phải có. Sau ba lần sẩy thai, dường như càng ngày càng có nhiều khả năng là vương hậu sẽ không thể sinh được người kế vị. Các cố vấn hoàng gia đã thúc giục nhà vua tìm cách ly hôn, hy vọng rằng người vợ mới của ông sẽ theo đạo Tin Lành và có khả năng sinh sản nhưng Charles đã cự tuyệt. Điều này cuối cùng khiến bà trở thành đích ngắm cho các triều thần. Trong thời gian trị vì của mình, Charles kiên quyết bác bỏ ý tưởng ly hôn với Catarina và suốt cuộc hôn nhân của họ bà luôn chung thủy với Charles.

## Vương hậu (1662–1685)
Catarina không được mọi người ủng hộ làm vương hậu do bà là người Công giáo. Tôn giáo ngăn cản việc đăng quang của bà vì người Công giáo bị cấm tham gia vào các nghi lễ Anh giáo. Ban đầu bà còn phải đối mặt với nhiều khó khăn như bất đồng ngôn ngữ, sự thiếu chung thủy của nhà vua và những xung đột chính trị giữa Công giáo và Anh giáo. Dần dần, sự đoan trang, lòng trung thành và tình cảm chân thật của Catarina dành cho Charles đã thay đổi nhận thức của công chúng về bà.
Mặc dù vẫn còn gặp khó khăn với Anh ngữ, qua thời gian, vị công chúa Bồ Đào Nha cứng nhắc trước kia đã trở nên vui tính hơn và bắt đầu tận hưởng một vài thú vui vô hại trong cung đình. Bà thích chơi bài và gây sốc cho những người theo đạo Tin Lành bằng việc chủ nhật tuần nào cũng chơi. Bà cũng đam mê nhảy múa và rất thích tổ chức các buổi ca vũ nhạc kịch. Bà có một tình yêu lớn đối với miền quê và những chuyến dã ngoại; câu cá và bắn cung cũng là trò tiêu khiển yêu thích của bà. Khác xa với những ngày ở tu viện, Catarina vừa được giải phóng khỏi nơi này đã thể hiện sự thích thú với xu hướng phụ nữ trong cung mặc trang phục nam giới, cái mà chúng ta gọi là "khoe được đôi chân thon gọn, xinh đẹp"; thậm chí có một số nguồn tin cho rằng bà là người tiên phong trong việc mặc váy ngắn (cái có thể khoe trọn đôi chân của bà). Năm 1670, trên một chuyến đi đến Tòa nhà Audley End với các thị nữ của mình, một Catarina nhút nhát trước kia lại ngụy trang thành cô thôn nữ để tham dự phiên chợ trên thị trấn nhưng nhanh chóng bị phát hiện và do quá đông người nên buộc phải vội vàng rút lui. Vào năm 1664, người họa sĩ yêu thích của bà là Jacob Huysmans (một người Công giáo Flemish) đã vẽ bà giống Thánh Catarina, nó nhanh chóng tạo thành một xu hướng với các phụ nữ trong cung.
Bà không hề dính líu gì với các hoạt động chính trị của Anh quốc, thay vào đó bà vẫn quan tâm tích cực đến cố quốc của mình. Ước ao thiết lập lại mối quan hệ tốt đẹp với Giáo hoàng và có thể giành được sự công nhận cho nền độc lập của Bồ Đào Nha, bà đã gửi Richard Bellings (sau này là trưởng thư ký của bà) tới Roma cùng với những bức thư dành cho giáo hoàng và một số hồng y giáo chủ. Năm 1669, dẫu cho không thể thuyết phục được chồng thực hiện bất kỳ hành động nào nhưng bà đã cố gắng hết mình để giải vây cho Candia thuộc đảo Crete - nơi đang bị quân Thổ Nhĩ Kỳ vây hãm và Roma đang tích cực ủng hộ mục tiêu của những người này. Năm 1670, như một như dấu hiệu cho sự ưu ái ngày càng tăng của bà với giáo hoàng, bà đã xin và được ban cho những đồ vật được sùng kính. Năm 1670, Charles II ra lệnh đóng cho bà một chiếc du thuyền Hoàng gia tên là HMY Saudadoes, được sử dụng cho những chuyến vui chơi trên sông Thames và để duy trì liên lạc với quê hương Bồ Đào Nha của vương hậu, họ khởi hành được hai lần.
Catarina đã ngất xỉu khi người tình chính thức của Charles - Barbara Villiers diện kiến bà. Charles khăng khăng muốn Palmer làm người hầu phòng cho Catarina. Sau sự việc này, Catarina rút bớt thời giờ dành cho đức vua, tuyên bố bà thà quay về Bồ Đào Nha hơn là thẳng thắn chấp nhận hòa giải với Palmer. Clarendon không thuyết phục được bà thay đổi ý định. Sau đó Charles cách chức gần như toàn bộ thành viên trong đoàn tùy tùng người Bồ Đào Nha của Catarina. Vì vậy bà phải ngừng việc chống cự, điều này khiến nhà vua hài lòng, tuy nhiên bà rất ít tham gia vào đời sống và hoạt động của triều đình.

## Công giáo

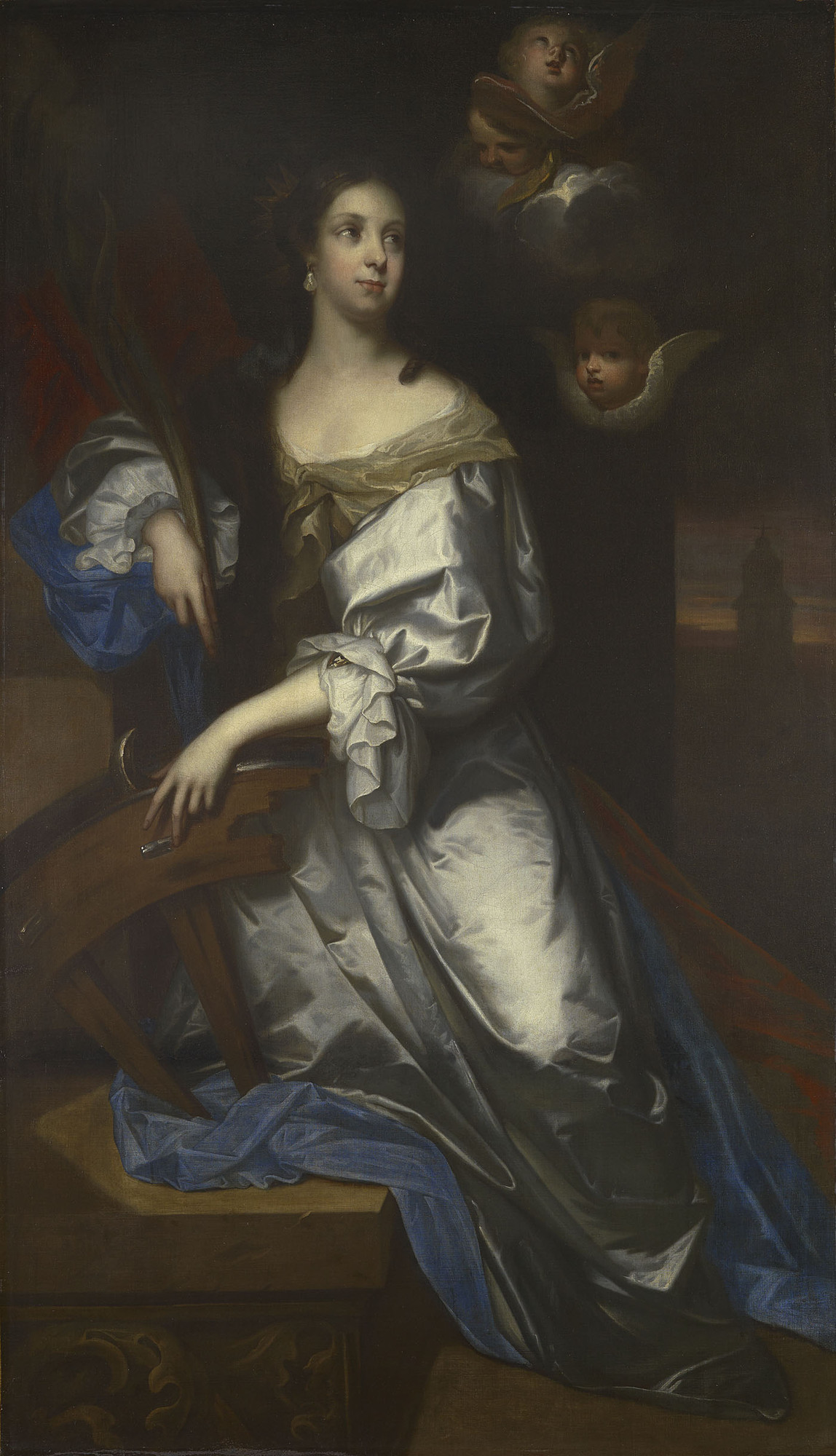
Vương hậu Catarina trong vai Thánh Catarina xứ Alexandria, của Jacob Huysmans

Mặc dù biết giữ đức tin là vấn đề riêng tư nhưng tôn giáo của bà và sự gần gũi với nhà vua khiến bà trở thành mục tiêu cho hội chống Công giáo. Catarina bận rộn với đức tin của mình. Lòng mộ đạo của của bà được biết đến rộng rãi và là một đặc điểm ở vợ mà Nhà vua cực kỳ ngưỡng mộ; trong những lá thư nhà vua viết cho chị gái, sự sùng đạo của Catarina được mô tả với sự kính phục. Gia đình của bà có từ 4 đến 6 linh mục và vào năm 1665, Catarina quyết định xây một tu viện phía đông nhà thờ thánh James để cho mười ba Tu sĩ Phan Sinh người Bồ Đào Nha thuộc dòng Thánh Peter xứ Alcántara cư ngụ. Nó được hoàn thành vào năm 1667 và được gọi là The Friary.

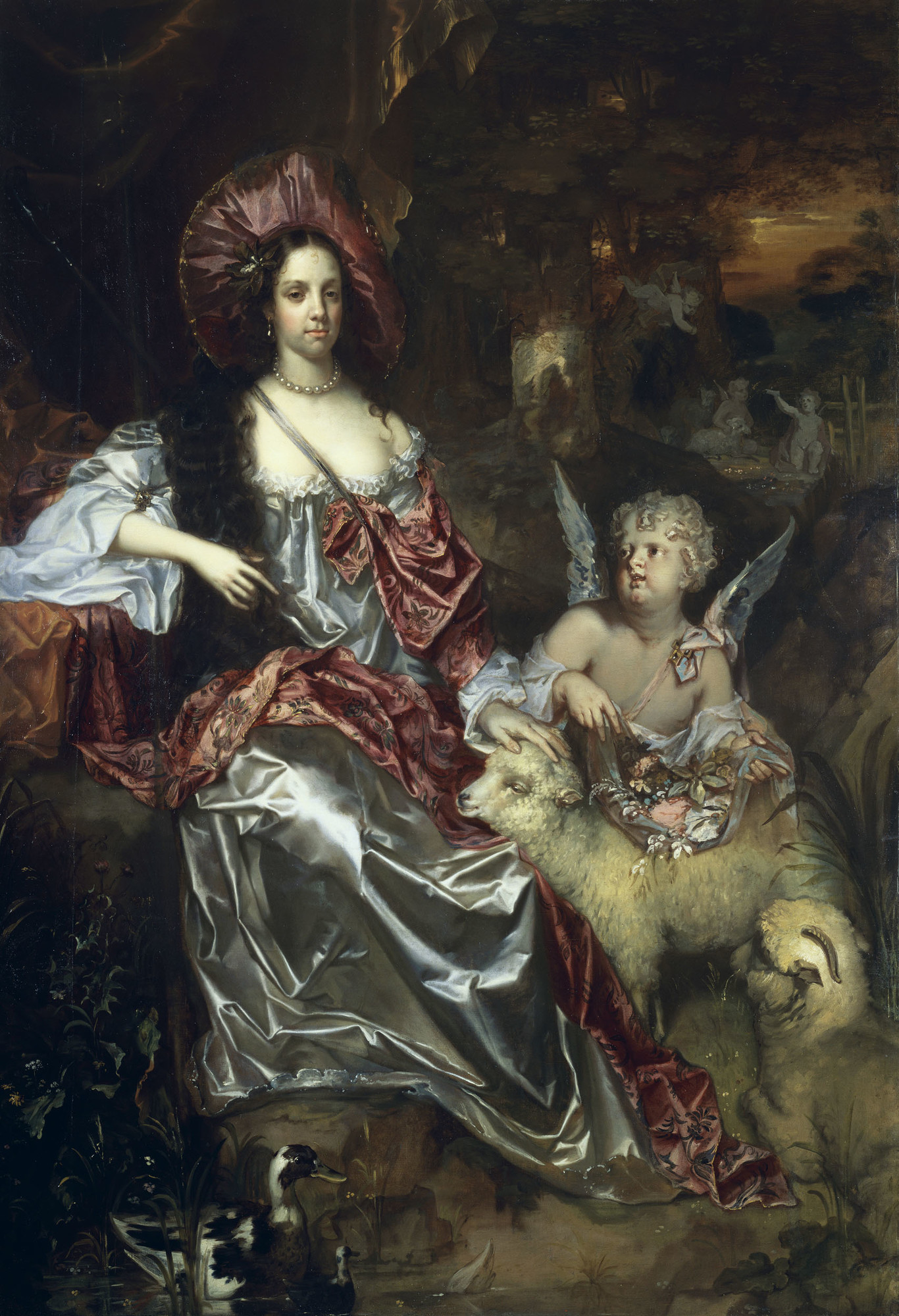
Vương hậu Catarina trong vai một cô gái chăn cừu, của Jacob Huysmans

Năm 1675 sự căng thẳng về khả năng khôi phục của kể hoạch ly hôn gián tiếp dẫn tới một căn bệnh khác của bà, các bác sĩ của Catarina đã xác nhận và chồng bà không thể không lưu ý là "nguyên nhân là do tinh thần nhiều hơn là do thể chất". Trong cùng năm đó, tất cả linh mục Công giáo người Anh quốc và Ai-len đều được lệnh rời khỏi đất nước, khiến Catarina phải phụ thuộc vào các linh mục nước ngoài. Khi các biện pháp ngày càng khắc nghiệp được đưa ra để chống lại người Công giáo, Catarina bổ nhiệm người bạn thân và cũng là cố vấn của mình – tín đồ Công giáo sùng đạo Francisco de Mello – cựu Đại sứ Bồ Đào Nha ở Ánh làm Lãnh chúa Chamberlain. Đó là một động thái bất thường và gây nhiều tranh cãi nhưng "với mong muốn làm vui lòng Catarina và có thể chứng tỏ sự vô ích của các động thái đòi hủy bỏ cuộc hôn nhân này, nhà vua đã ra quyết định phê chuẩn. De Mello bị bãi chức vào năm sau vì ra lệnh cho in một quyển sách Công giáo, khiến Catarina đang trong cảnh khốn cùng càng bị cô lập hơn ở triều đình". Có một sự an ủi là Louise de Kérouaille – Nữ Công tước xứ Portsmouth đã thay thế Barbara Villiers làm tình nhân hiện tại của đức vua, luôn cư xử với Vương hậu một cách lễ phép; đổi lại Vương hậu tỏ lòng biết ơn bằng cách sử dụng thế lực của mình để bảo vệ Louise trong Âm mưu của Giáo hoàng.

### Âm mưu của Giáo hoàng
Đạo luật thử nghiệm năm 1673 đã đẩy tất cả người Công giáo ra khỏi cơ quan công quyền và lòng chống đối người Công giáo tăng cao trong những năm tiếp theo. Dù cho không có động thái nào trong hoạt động chính trị tôn giáo nhưng vào năm 1675 Catarina bị chỉ trích vì người ta cho là bà đã tán thành ý kiến bổ nhiệm một vị giám mục đến Anh quốc với hy vọng sẽ giải quyết được tranh chấp nội bộ của những người Công giáo. Các nhà phê bình cũng ghi lại rằng trên thực tế thì bất chấp trái lại mệnh lệnh, những người Công giáo Anh quốc vẫn đến nhà nguyện tư nhân của bà.
Là người Công giáo có địa vị cao nhất trong nước, Catarina là mục tiêu rõ ràng cho những tín đồ Tin lành cực đoan và không mấy ai ngạc nhiên khi Âm mưu của Giáo hoàng năm 1678 sẽ trực tiêp đe dọa vị trí của bà. Tuy nhiên, Catarina đã hoàn toàn được bảo vệ trong sự ủng hộ của chồng (ông đã nói với Gilbert Burnet "nàng sẽ không bao giờ làm điều gì xấu xa và đó là điều kinh khủng nếu bỏ rơi nàng ấy") và Thượng nghị viện (hầu hết người ở đây đều biết và thích bà), phần đông trong số họ từ chối luận tội bà. Quan hệ giữa hai vợ chồng họ trở nên ấm hơn: Catarina đã viết về "sự ân cần phi thường" của Charles dành cho bà và điểm đáng chú ý là những ông đến thăm các căn hộ của bà lâu hơn và thường xuyên hơn.

## Cuối đời

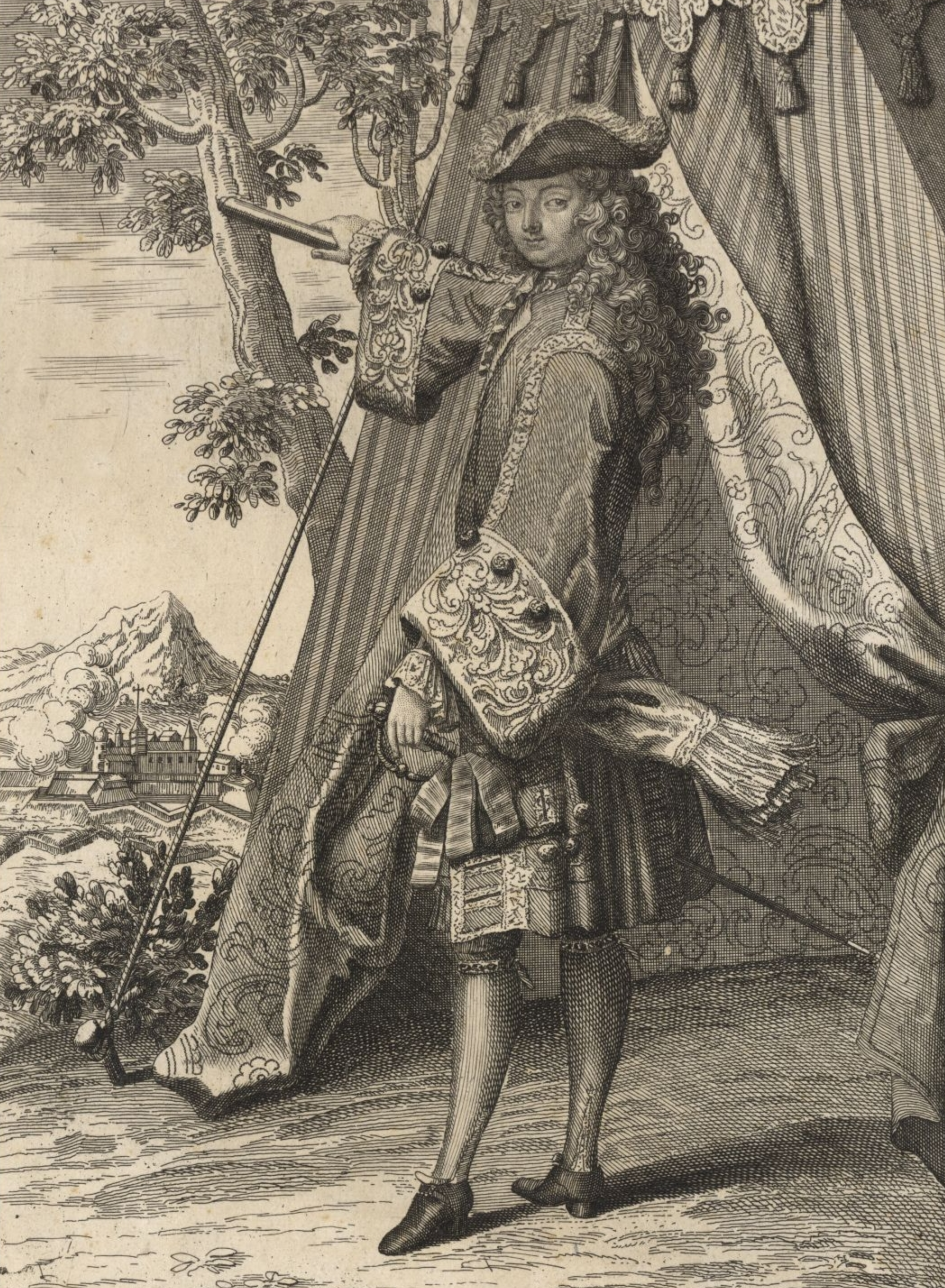
Ở Bồ Đào Nha, Catarina đã dành phần đời còn lại của mình để làm cố vấn cho người cháu trai là Hoàng tử John

Trong trận bệnh cuối cùng của Charles vào năm 1685, bà tỏ ra lo lắng cho sự hòa hảo của ông với đức tin Công giáo và bà thể hiện sự đau buồn to lớn trước cái chết của ông. Khi ông nằm giữa ranh giới của sự sống và cái chết năm 1685, ông đã muốn gặp Catarina nhưng bà gửi một lời nhắn tới hỏi rằng liệu sự hiện diện của bà có được lượng thứ hay không và "cầu xin ông tha thứ nếu bà đã xúc phạm ông trong suốt cuộc đời." Ông trả lời "Than ôi người phụ nữ tội người! nàng ấy cầu xin sự tha thứ của ta? Ta cầu xin sự tha thứ của nàng bằng cả trái tim mình; hãy trả lời lại nàng ấy như vậy". Cuối năm đó, bà đứng ra xin James II tha mạng cho James Scott, Công tước thứ nhất xứ Monmouth - con trai ngoài giá thú của Charles và là thủ lĩnh của Cuộc nổi dậy ở Monmouth nhưng không thành công - mặc dù Monmouth trong cuộc nổi dậy đã kêu gọi sự ủng hộ của những tín đồ sùng đạo Tin lành chống lại Nhà thờ Công giáo.
Catarina tiếp tục ở lại Anh quốc, sống tại Tòa nhà Somerset dưới sự cai trị của James cho đến khi ông bị William III và Mary II phế truất trong Cuộc cách mạng Vinh quang. Bà ở lại Anh quốc một phần là vì vụ kiện kéo dài chống lại cựu Lãnh chúa Chamberlain (Henry Hyde – Bá tước đệ nhị xứ Clarendon) về số tiền mà bà cho là một phần trợ cấp của mình nhưng Henry Hyde lại nói rằng nó là một phần bổng lộc của ông. Việc yêu tiền là một những mặt bất ngờ nhất trong tính cách của bà: anh chồng James (người tự cho là mình rất tham lam) nhưng cũng phải nhận xét rằng bà luôn ký kết được giao kèo mua bán khó khăn.
Ban đầu vốn dĩ bà có mối quan hệ rất tốt với William và Mary nhưng vị thế của Catarina ngày càng giảm sút do việc thực hành tôn giáo của bà dẫn đến bất hòa và gia tăng sự cô lập. Một dự luật đã được đưa ra trước Nghị viện nhằm hạn chế số lượng người hầu Công giáo của Catarina và bà bị cảnh báo không được kích động chống lại chính quyền.
Vào tháng 3 năm 1692, bà đành phải quay về Bồ Đào Nha. Năm 1703, bà ủng hộ Hiệp ước Methuen giữa Bồ Đào Nha và Anh quốc. Năm 1701 và 1704-05, bà làm nhiếp chính cho em trai mình là Peter II. Bà mất tại Cung điện Bemposta, Lisboa vào ngày 31 tháng 12 năm 1705 và được chôn cất tại Tu viện São Vicente de For a, Lisboa.

## Di sản
Catarina thường được coi là người đã giới thiệu văn hóa thưởng trà đến Anh quốc, mặc dù Samuel Pepys đã từng đề cấp đến văn hóa này lần đầu tiền trong cuốn nhật ký của mình vào ngày 25 tháng 09 năm 1660, trước khi Catarina dọn đến Anh và cưới Charles. Nhiều khả năng là bà truyền bá việc uống trà cho mọi người, điều vốn dĩ không thường thấy ở Anh quốc thời đó. Ngoài trà, sau khi đến Anh quốc bà còn mang theo và phổ biến các mặt hàng như sợi mây, đồ sơn mài, vải bông và gốm sứ.

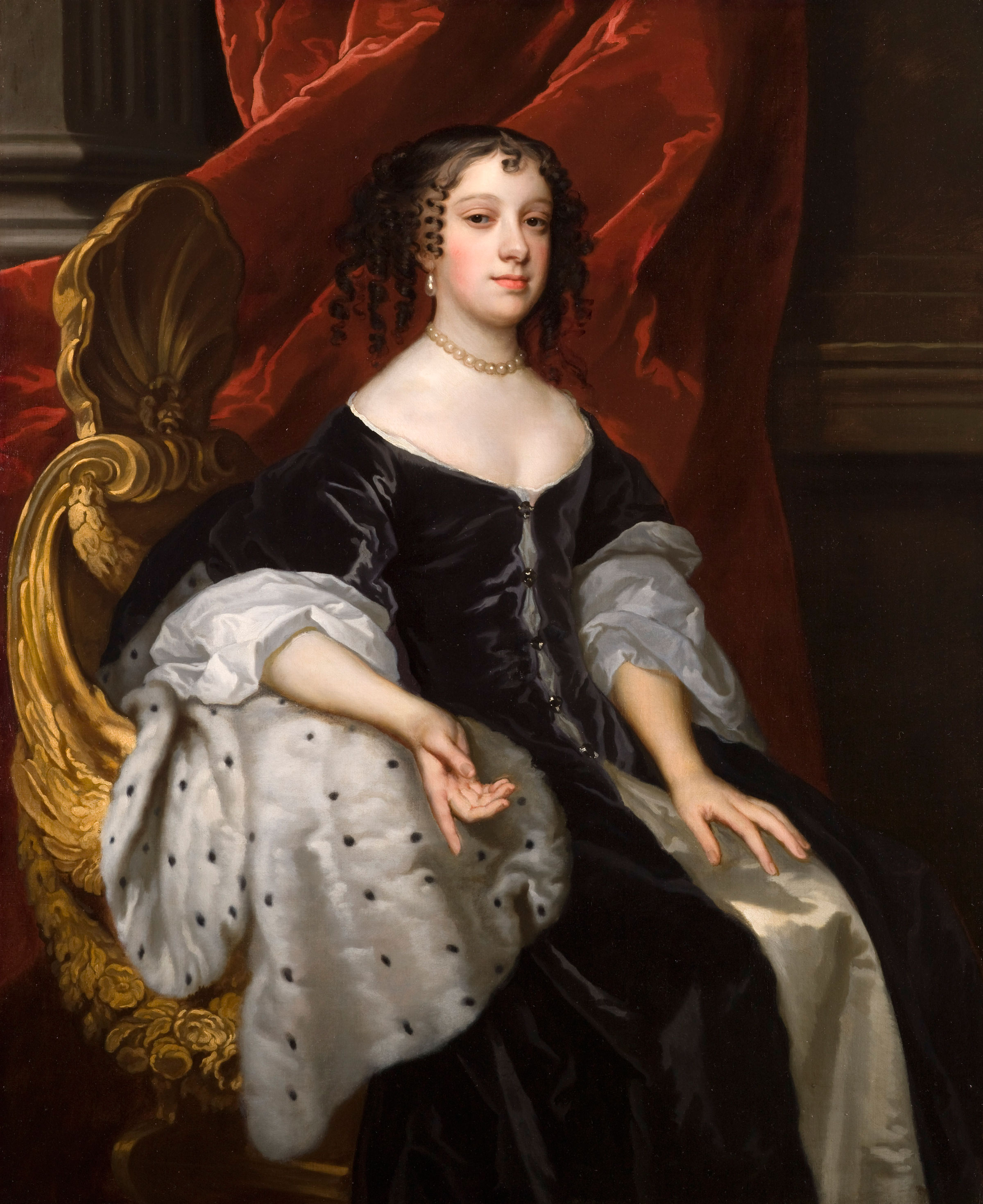
Catarina xứ Bragança, vào khoảng năm 1665

Người ta cho là Queens (một quận của Thành phố New York) đã được đặt tên theo Catarina xứ Bragança, bởi vì bà là vương hậu khi quận Queens được thành lập năm 1683. Cái tên Queens phù hợp với tên của Quận Kings (một quận của Brooklyn, ban đầu được đặt theo tên của chồng bà  và Quận Richmond (một quận của đảo Staten, được đặt theo tên của con trai ngoài giá thú của ông – Công tước đệ nhất xứ Richmond). Tuy nhiên, không có bằng chứng lịch sử nào cho thấy quận Queens được đặt tên để vinh danh bà, cũng không có tài liệu nào thời đó tuyên bố điều này. Một vài ghi chép lịch sử về quận Queens hoàn toàn bỏ qua quốc vương và cũng không hề đề cập tới bà.
Sau ba trăm năm thành lập quận Queens thì vào năm 1983, một nhóm người Mỹ gốc Bồ Đào Nha bắt đầu quyên tiền để dựng một bức tượng Vương hậu Catarina cao 35 foot trên bờ Sông Đông ở thành phố Long Island. Nhà điêu khắc của bức tượng là Audrey Flack và dự án nhận được sự ủng hộ từ một số nhân vật đáng chú ý của công chúng, trong đó bao gồm Donald Trump. Tuy nhiên, dự án vẫn phát triển tốt cho đến khi gặp phải một số sự chống đối. Các nhà sử gia phản đối việc đặt bức tượng ở đây vì không có bằng chứng nào cho thấy quận Queens đã thật sự được đặt theo tên của bà và hơn nữa một vị quân chủ nước Anh không phải là biểu tượng phù hợp cho một đài tưởng niệm công cộng ở Mỹ. Các nhóm người khác cũng dấy lên sự phản đối đối với bức tượng của Catarina. Cuộc tranh luận buộc Chủ tịch quận là Claire Shulman phải rút lại sự hỗ trợ và bức tượng không bao giờ được dựng lên. Một mô hình có tỷ lệ một phần tư bức tượng vẫn còn tồn tại ở khu triển lãm Expo '98 ở Lisboa, Bồ Đào Nha hướng về phía tây Đại Tây Dương.
Con đường Catarina (trước đây là đường Brydges) ở trung tâm London được đặt theo tên của bà.
Các tiểu thuyết gia, đặc biệt là Margaret Campbell Barnes trong cuốn With All My Heart, Jean Plaidy trong bộ ba tác phẩm về Charles II và Susanna Gregory trong bộ tiểu thuyết trinh thám Thomas Chaloner, thường miêu tả Vương hậu với sự thương cảm. Alison Macleod cũng vậy trong quyển sách nói về tiểu sử của vương hậu năm 1976 (The Portingale) và trong cuốn tiểu thuyết lịch sử năm 2008 (Catarina xứ Bragança – Lòng dũng cảm của một Công chúa Tây Ban Nha và là Vương hậu của Anh quốc.)
Cuộc hôn nhân của Catarina là kết quả quan trọng cho lịch sử sau này của Ấn Độ và Đế quốc Anh, mặc dù cá nhân Hoàng hậu chẳng liên quan gì cả: ngay khi mua lại Bảy hòn đảo của Bombay như một phần của hồi môn của bà, Charles II đã cho Công ty Đông Ấn thuê lại và họ chuyến Đoàn chủ tịch của họ đến đó – dẫn đến Bombay/Mumbai phát triển thành một trong những thành phố lớn của Ấn Độ.

## Huy hiệu
Huy hiệu của bà là sự kết hợp của Huy hiệu vương thất Anh và Huy hiệu vương thất Bồ Đào Nha. Vật chống đỡ ở bên tay phải là biểu tượng sư tử của Vương thất Anh còn bên trái là biểu tượng rồng xanh của Bồ Đào Nha.

Huy hiệu hoàng gia của Catarina trên cương vị là Vương hậu Anh quốc

## Gia phả
| \| \| \| \| \| \| \| \| \| \| \| 8. João I xứ Bragança \| \| \| \| \| \| \| \| \| \| \| \| \| \| \| \| \| \| \| \| \| \| \| \| \| \| \| \| \| \| \| \| \| \| \| \| \| \| \| \| \| \| \| \| \| \| \| \| \| \| \| 4. Teodósio II xứ Bragança \| \| \| \| \| \| \| \| \| \| \| \| \| \| \| \| \| \| \| \| \| \| \| \| \| \| \| \| \| \| \| \| \| \| \| \| \| \| \| \| \| \| \| \| \| \| \| \| \| \| \| \| \| \| \| \| \| \| \| \| 9. Catarina của Bồ Đào Nha \| \| \| \| \| \| \| \| \| \| \| \| \| \| \| \| \| \| \| \| \| \| \| \| \| \| \| \| \| \| \| \| \| \| \| \| \| \| \| \| \| \| \| \| \| \| \| \| \| \| \| \| \| \| \| \| \| \| \| \| 2. João IV của Bồ Đào Nha \| \| \| \| \| \| \| \| \| \| \| \| \| \| \| \| \| \| \| \| \| \| \| \| \| \| \| \| \| \| \| \| \| \| \| \| \| \| \| \| \| \| \| \| \| \| \| \| \| \| \| \| \| \| \| \| \| \| \| \| 10. Juan de Velasco y Guzmán, Công tước xứ Frías \| \| \| \| \| \| \| \| \| \| \| \| \| \| \| \| \| \| \| \| \| \| \| \| \| \| \| \| \| \| \| \| \| \| \| \| \| \| \| \| \| \| \| \| \| \| \| \| \| \| \| \| \| \| \| \| \| \| \| \| 5. Ana de Velasco y Girón \| \| \| \| \| \| \| \| \| \| \| \| \| \| \| \| \| \| \| \| \| \| \| \| \| \| \| \| \| \| \| \| \| \| \| \| \| \| \| \| \| \| \| \| \| \| \| \| \| \| \| \| \| \| \| \| \| \| \| \| 11. María Téllez-Girón y Guzmán \| \| \| \| \| \| \| \| \| \| \| \| \| \| \| \| \| \| \| \| \| \| \| \| \| \| \| \| \| \| \| \| \| \| \| \| \| \| \| \| \| \| \| \| \| \| \| \| \| \| \| \| \| \| \| \| \| \| \| \| 1. Catarina của Bồ Đào Nha \| \| \| \| \| \| \| \| \| \| \| \| \| \| \| \| \| \| \| \| \| \| \| \| \| \| \| \| \| \| \| \| \| \| \| \| \| \| \| \| \| \| \| \| \| \| \| \| \| \| \| \| \| \| \| \| \| \| \| \| 12. Alonso de Guzmán y Sotomayor, Công tước Medina Sidonia \| \| \| \| \| \| \| \| \| \| \| \| \| \| \| \| \| \| \| \| \| \| \| \| \| \| \| \| \| \| \| \| \| \| \| \| \| \| \| \| \| \| \| \| \| \| \| \| \| \| \| \| \| \| \| \| \| \| \| \| 6. Manuel de Guzmán y Silva, Công tước xứ Medina Sidonia \| \| \| \| \| \| \| \| \| \| \| \| \| \| \| \| \| \| \| \| \| \| \| \| \| \| \| \| \| \| \| \| \| \| \| \| \| \| \| \| \| \| \| \| \| \| \| \| \| \| \| \| \| \| \| \| \| \| \| \| 13. Ana de Silva y Mendoza \| \| \| \| \| \| \| \| \| \| \| \| \| \| \| \| \| \| \| \| \| \| \| \| \| \| \| \| \| \| \| \| \| \| \| \| \| \| \| \| \| \| \| \| \| \| \| \| \| \| \| \| \| \| \| \| \| \| \| \| 3. Luisa de Guzmán \| \| \| \| \| \| \| \| \| \| \| \| \| \| \| \| \| \| \| \| \| \| \| \| \| \| \| \| \| \| \| \| \| \| \| \| \| \| \| \| \| \| \| \| \| \| \| \| \| \| \| \| \| \| \| \| \| \| \| \| 14. Francisco de Sandoval y Rojas, Công tước xứ Lerma \| \| \| \| \| \| \| \| \| \| \| \| \| \| \| \| \| \| \| \| \| \| \| \| \| \| \| \| \| \| \| \| \| \| \| \| \| \| \| \| \| \| \| \| \| \| \| \| \| \| \| \| \| \| \| \| \| \| \| \| 7. Juana de Sandoval y de la Cerda \| \| \| \| \| \| \| \| \| \| \| \| \| \| \| \| \| \| \| \| \| \| \| \| \| \| \| \| \| \| \| \| \| \| \| \| \| \| \| \| \| \| \| \| \| \| \| \| \| \| \| \| \| \| \| \| \| \| \| \| 15. Catalina de la Cerda y Portugal \| \| \| \| \| \| \| \| \| \| \| \| \| \| \| \| \| \| \| \| \| \| \| \| \| \| \| \| \| \| \| \| \| \| \| \| \| \| \| \| \| \| \| |                                                            |  |  |  |  |  |  |  |  |                       |  |  |  |
| |                                                            |  |  |  |  |  |  |  |  | 8. João I xứ Bragança |  |  |  |
| |                                                            |  |  |  |  |  |  |  |  |                       |  |  |  |
| |                                                            |  |  |  |  |  |  |  |  |                       |  |  |  |
| |                                                            |  |  |  |  |  |  |  |  |                       |  |  |  |
| | 4. Teodósio II xứ Bragança                                 |  |  |  |  |  |  |  |  |                       |  |  |  |
| |                                                            |  |  |  |  |  |  |  |  |                       |  |  |  |
| |                                                            |  |  |  |  |  |  |  |  |                       |  |  |  |
| |                                                            |  |  |  |  |  |  |  |  |                       |  |  |  |
| | 9. Catarina của Bồ Đào Nha                                 |  |  |  |  |  |  |  |  |                       |  |  |  |
| |                                                            |  |  |  |  |  |  |  |  |                       |  |  |  |
| |                                                            |  |  |  |  |  |  |  |  |                       |  |  |  |
| |                                                            |  |  |  |  |  |  |  |  |                       |  |  |  |
| | 2. João IV của Bồ Đào Nha                                  |  |  |  |  |  |  |  |  |                       |  |  |  |
| |                                                            |  |  |  |  |  |  |  |  |                       |  |  |  |
| |                                                            |  |  |  |  |  |  |  |  |                       |  |  |  |
| |                                                            |  |  |  |  |  |  |  |  |                       |  |  |  |
| | 10. Juan de Velasco y Guzmán, Công tước xứ Frías           |  |  |  |  |  |  |  |  |                       |  |  |  |
| |                                                            |  |  |  |  |  |  |  |  |                       |  |  |  |
| |                                                            |  |  |  |  |  |  |  |  |                       |  |  |  |
| |                                                            |  |  |  |  |  |  |  |  |                       |  |  |  |
| | 5. Ana de Velasco y Girón                                  |  |  |  |  |  |  |  |  |                       |  |  |  |
| |                                                            |  |  |  |  |  |  |  |  |                       |  |  |  |
| |                                                            |  |  |  |  |  |  |  |  |                       |  |  |  |
| |                                                            |  |  |  |  |  |  |  |  |                       |  |  |  |
| | 11. María Téllez-Girón y Guzmán                            |  |  |  |  |  |  |  |  |                       |  |  |  |
| |                                                            |  |  |  |  |  |  |  |  |                       |  |  |  |
| |                                                            |  |  |  |  |  |  |  |  |                       |  |  |  |
| |                                                            |  |  |  |  |  |  |  |  |                       |  |  |  |
| | 1. Catarina của Bồ Đào Nha                                 |  |  |  |  |  |  |  |  |                       |  |  |  |
| |                                                            |  |  |  |  |  |  |  |  |                       |  |  |  |
| |                                                            |  |  |  |  |  |  |  |  |                       |  |  |  |
| |                                                            |  |  |  |  |  |  |  |  |                       |  |  |  |
| | 12. Alonso de Guzmán y Sotomayor, Công tước Medina Sidonia |  |  |  |  |  |  |  |  |                       |  |  |  |
| |                                                            |  |  |  |  |  |  |  |  |                       |  |  |  |
| |                                                            |  |  |  |  |  |  |  |  |                       |  |  |  |
| |                                                            |  |  |  |  |  |  |  |  |                       |  |  |  |
| | 6. Manuel de Guzmán y Silva, Công tước xứ Medina Sidonia   |  |  |  |  |  |  |  |  |                       |  |  |  |
| |                                                            |  |  |  |  |  |  |  |  |                       |  |  |  |
| |                                                            |  |  |  |  |  |  |  |  |                       |  |  |  |
| |                                                            |  |  |  |  |  |  |  |  |                       |  |  |  |
| | 13. Ana de Silva y Mendoza                                 |  |  |  |  |  |  |  |  |                       |  |  |  |
| |                                                            |  |  |  |  |  |  |  |  |                       |  |  |  |
| |                                                            |  |  |  |  |  |  |  |  |                       |  |  |  |
| |                                                            |  |  |  |  |  |  |  |  |                       |  |  |  |
| | 3. Luisa de Guzmán                                         |  |  |  |  |  |  |  |  |                       |  |  |  |
| |                                                            |  |  |  |  |  |  |  |  |                       |  |  |  |
| |                                                            |  |  |  |  |  |  |  |  |                       |  |  |  |
| |                                                            |  |  |  |  |  |  |  |  |                       |  |  |  |
| | 14. Francisco de Sandoval y Rojas, Công tước xứ Lerma      |  |  |  |  |  |  |  |  |                       |  |  |  |
| |                                                            |  |  |  |  |  |  |  |  |                       |  |  |  |
| |                                                            |  |  |  |  |  |  |  |  |                       |  |  |  |
| |                                                            |  |  |  |  |  |  |  |  |                       |  |  |  |
| | 7. Juana de Sandoval y de la Cerda                         |  |  |  |  |  |  |  |  |                       |  |  |  |
| |                                                            |  |  |  |  |  |  |  |  |                       |  |  |  |
| |                                                            |  |  |  |  |  |  |  |  |                       |  |  |  |
| |                                                            |  |  |  |  |  |  |  |  |                       |  |  |  |
| | 15. Catalina de la Cerda y Portugal                        |  |  |  |  |  |  |  |  |                       |  |  |  |
| |                                                            |  |  |  |  |  |  |  |  |                       |  |  |  |
| |                                                            |  |  |  |  |  |  |  |  |                       |  |  |  |